# Eusarcus vervloeti
Eusarcus vervloeti is een hooiwagen uit de familie Gonyleptidae.